# Тиссен, Фриц
Фриц Тиссен (нем. Fritz Thyssen; 9 ноября 1873, Мюльхайм-ан-дер-Рур — 8 февраля 1951, Буэнос-Айрес) — немецкий предприниматель.

## Биография
Фриц Тиссен — старший сын промышленника Августа Тиссена и его супруги Хедвиг Пельцер, брат Генриха Тиссена. Их родители разошлись в 1885 году, когда Фрицу было 12 лет. Мальчик учился в евангелической гимназии Мюльхайма, а потом перешёл в католическую школу в Дюссельдорфе.
Являясь одним из наследников концерна, после годовой практики на отцовском предприятии и трёх лет учёбы в Лондоне, Люттихе и Берлине Фриц Тиссен занимал начиная с 1897 года различные посты в концерне, находясь в тени своего отца.
В 1900 году женился на Амелии Гелле (1877—1965), которая также происходила из семьи предпринимателей. 
13 мая 1909 года у пары родилась дочь Анита.
В 1923 году Фриц Тиссен внезапно стал известной личностью, приняв в качестве представителя немецкого владельца рудника участие в пассивном сопротивлении приказам французско-бельгийских оккупационных властей во время рурского конфликта. Он был арестован, предстал перед военным судом в Майнце и осуждён вместе с другими участвовавшими в сопротивлении рурскими промышленниками. Его возвращение в Дуйсбург было триумфом. Спустя пять лет юридический факультет Фрайбургского университета присвоил Фрицу Тиссену за сопротивление во время рурского конфликта звание почётного доктора.
После смерти Августа Тиссена в 1926 году существенная часть концерна перешла в «Объединённые сталелитейные заводы» (нем. Vereinigte Stahlwerke AG), где он возглавлял наблюдательный совет до 1935 года. Несмотря на принадлежность к монархистской Германской национальной народной партии (нем. Deutschnationale Volkspartei), в 1930 году Тиссен публично поддержал Адольфа Гитлера и национал-социалистов: ещё в 1923 году он оказал серьёзную материальную поддержку НСДАП. По словам посла США в Германии Уильяма Эдварда Додда, в феврале 1936 года Тиссен заявлял, что пожертвовал Гитлеру значительную часть своего состояния. В те времена Тиссен надеялся на восстановление старой системы сословий и уничтожение нацистами рабочего движения. 1 июня 1931 года Фриц Тиссен вступил в НСДАП. В октябре 1931 года Фриц Тиссен участвовал в создании оппозиционного Веймарской республике Гарцбургского фронта. 27 января 1932 года благодаря содействию Тиссена Гитлер выступил с агитационной речью перед дюссельдорфским клубом промышленников. Фриц Тиссен входил в группу промышленников, банкиров и землевладельцев, направивших в ноябре 1932 года письмо рейхспрезиденту Паулю фон Гинденбургу с требованием назначить Гитлера рейхсканцлером.
В июле 1933 года Тиссен был назначен пожизненным членом преобразованного Германом Герингом Прусского государственного совета, в ноябре того же года — депутатом рейхстага от НСДАП. Немного позднее гауляйтеры Эссена, Дюссельдорфа и Северной Вестфалии назначили члена государственного совета и депутата рейхстага Фрица Тиссена высшей государственной инстанцией по экономико-политическим вопросам. Тиссен стал членом Академии германского права, получил место и голос в Генеральном совете по экономике и в Экспертном совете по политике населения и расы в имперском министерстве внутренних дел. Тиссен был сенатором и в Обществе кайзера Вильгельма, предшественнике Общества Макса Планка.
В мае 1933 года Тиссен при поддержке Гитлера основал в Дюссельдорфе Институт сословий, где он намеревался подвести научную основу под идеологию сословного государства. В институте работали в основном члены НСДАП, но некоторые рассматривали участие в курсах выходного дня и лекции как возможность избежать членства в партии. В августе 1933 года Роберт Лей под свой Германский трудовой фронт создал две конкурирующие с институтом школы экономики и труда, занимавшиеся «основополагающими положениями по сословной структуре» и противостоявшие институту Тиссена. Когда нападки участились, Тиссен в письме Гитлеру пожаловался на подозрения и инсинуации в партийных кругах о том, что он якобы «доктринёр, всезнайка, враг государства, католик и не национал-социалист». Вместо ответа был выдан запрет на посещение курсов, сотрудники института были брошены в тюрьмы и концентрационные лагеря. Разногласия между Тиссеном и Гитлером обострились, когда Тиссен, обратившись к Герингу, безуспешно пытался вступиться за брошенного в концентрационный лагерь бывшего министра благотворительности Пруссии Генриха Гиртзифера и смещённого обер-бургомистра Дюссельдорфа Роберта Лера. После смещения президента правительства Дюссельдорфа Шмида, который подвергся преследованиям из-за еврейского происхождения его супруги, Фриц Тиссен в знак протеста заявил в письме Герингу о выходе из состава Прусского государственного совета.
Тиссен критиковал погромы евреев и надвигавшуюся войну Германии с западными странами; однако он приветствовал войну против Советского Союза. 31 августа 1939 года Тиссен получил приглашение в Берлин на заседание рейхстага. Тиссен в тот же день телеграфировал Герингу с почты в Бад-Гаштайн: «Не могу принять участие вследствие неудовлетворительного состояния здоровья. По моему мнению необходимо своего рода перемирие, чтобы выиграть время для переговоров. Я против войны. Из-за войны Германия окажется в зависимости от России в сырьевой области и тем самым потеряет своё положение мировой державы».
2 сентября 1939 года Тиссен эмигрировал вместе со своей супругой, дочерью и зятем в Швейцарию. Оттуда он направил 1 октября 1939 года письмо Герингу, в котором обусловил своё возвращение в Германию тем, что немецкой общественности будет объявлено о том, что он как депутат рейхстага проголосовал против войны. Если таким же образом проголосовал кто-то ещё из депутатов рейхстага, то Тиссен требовал опубликовать результаты голосования. Эта провокация закончилась экспроприацией имущества Тиссена в Германии и лишением германского гражданства. Тиссен собирался последовать за своей дочерью и её мужем в Аргентину и уже получил гарантии неприкосновенности от Италии, когда, проведав свою умирающую мать в Брюсселе, после срыва, случившегося с его женой, ему пришлось отправиться с ней в Канны.
Во Франции в 1940 году Тиссен надиктовал журналисту Эмери Ривзу свою книгу «Я финансировал Гитлера» (англ. I Paid Hitler), поквитавшись с Гитлером и рассказав о своей собственной роли в возвышении Гитлера. Тиссен ещё не успел прочитать корректуру своей книги, когда германские войска вошли во Францию. Несмотря на однозначные заверения маршала Петена не выдавать Тиссена нацистской Германии, в конце 1940 года под давлением гестапо Тиссен был арестован и выслан в Германию.
В Германии Тиссен прошёл через несколько концентрационных лагерей (с условиями, названными «почётными»): сначала вместе со своей супругой Амелией он был помещён в санаторий в Нойбабельсберге близ Потсдама, далее в ноябре 1943 года — в концентрационный лагерь Заксенхаузен, 11 февраля 1945 года — в Бухенвальд, а 3 апреля — в тюрьму в Регенсбурге и в конце концов в концентрационный лагерь Дахау. Ривз опубликовал книгу Тиссена без согласия автора в 1941 году. После войны Тиссен дистанцировался от этого эпизода своей жизни и сделал всё для того, чтобы книга не появилась на немецком языке.
По окончании войны Тиссен был интернирован союзниками и освобождён в 1948 году. Комиссия по денацификации сочла вину Тиссена минимальной.
Ещё в декабре 1948 года Тиссен переехал в Аргентину к своей дочери Аните, которая в 1936 году вышла замуж за венгерского графа Габора Зичи (1910—1972). 8 февраля 1951 года Тиссен умер от паралича сердца.

## Мемуары
- Fritz Thyssen: I Paid Hitler, London 1941; letzte Ausgabe (Cesar Saerchinger, Emery Reves; Hrsg.): Associated Faculty Press Inc, 1972; русский перевод — Тиссен, Фриц. Я заплатил Гитлеру. Исповедь немецкого магната, 1939—1945. М., Центрполиграф, 2008.